# Побєдинське
Побєдинське (рос. Побединское) — село у Грозненському районі Чечні Російської Федерації.
Населення становить 3540 осіб. Входить до складу муніципального утворення Побєдинське сільське поселення.

## Історія
Згідно із законом від 20 лютого 2009 року органом місцевого самоврядування є Побєдинське сільське поселення.

## Населення
| 1939 | 1990  | 2002  | 2010  |
| ---- | ----- | ----- | ----- |
| 1576 | ↗4025 | ↘3551 | ↘3540 |